# Rémi Harrel
Rémi Harrel (* 9. März 1954 in Saint-Dizier) ist ein ehemaliger französischer Fußballschiedsrichter.

## Sportlicher Werdegang
Harrel rückte 1983 in den Schiedsrichterkreis der französischen Division 1 auf. Am Ende des Jahrzehnts wurde er auf die FIFA-Liste aufgenommen und debütierte beim Länderspiel zwischen Luxemburg und Belgien im Rahmen der Qualifikation zur Europameisterschaftsendrunde 1992 im September 1991 auf internationaler Ebene. In der Coupe de France 1992/93 wurde er mit der Leitung des Endspiels zwischen Paris Saint-Germain und dem FC Nantes betraut, PSG gewann sein „Heimspiel“ im Parc des Princes mit 3:0.
Nachdem Harrel bei der Junioren-Weltmeisterschaft 1993 Turniererfahrung als Spielleiter sammelte, leitete er zwei Jahre später das mit 1:1-Unentschieden endende Hinspiel um den UEFA Super Cup zwischen Real Saragossa und Ajax Amsterdam. Bis Ende 1998 leitete er noch Partien auf internationaler Ebene und kam dabei neben auf Vereinsebene vornehmlich in der Gruppenphase der UEFA Champions League sowie den ersten Runden der anderen Europapokalwettbewerbe zum Einsatz. Am 16. Dezember 1998 pfiff er ein Spiel der italienischen Nationalmannschaft gegen eine FIFA-Weltauswahl zum 100-Jahr-Jubiläum des italienischen Fußballverbandes Federazione Italiana Giuoco Calcio, in dem sich der Gastgeber im Römer Stadio Olimpico mit 6:2 durchsetzte. Im Sommer 1999 beendete er seine aktive Laufbahn als Schiedsrichter.